# Ross Flood
Ross Flood   (comtat de Kay, 28 de desembre de 1910 - Stillwater, 23 de maig de 1995) va ser un lluitador estatunidenc, especialista en lluita lliure, que va competir en els anys previs a la Segona Guerra Mundial.
El 1936 va prendre part en els Jocs Olímpics d'Estiu de Berlín, on guanyà la medalla de plata en la competició del pes gall del programa de lluita lliure en perdre la final conta Ödön Zombori. En el seu palmarès també destaquen tres Campionats de l'NCAA i dos de l'AAU.